# ニューヨークメロン信託銀行
ニューヨークメロン信託銀行株式会社（ニューヨークメロンしんたくぎんこう）は、日本の信託銀行である。

## 概要
バンク・オブ・ニューヨーク・メロン傘下の日本の信託銀行である。
元々は、1985年（昭和60年）10月にモルガン・ギャランティー・インターナショナル・ファイナンス・コーポレーションの100%出資により設立されたモルガン信託銀行であった。

## 沿革
- 1985年（昭和60年）10月 - モルガン信託銀行として設立[4]。
- 2002年（平成14年） - チェース信託銀行がモルガン信託銀行に業務の一部を譲渡。
- 2006年（平成18年）3月 - JPモルガン信託銀行株式会社に商号変更[5]。
- 2009年（平成21年）3月 - ニューヨークメロン信託銀行株式会社に商号変更[6]。